# Yousra Matine
Yousra Matine, née le 6 avril 1996, est une joueuse de snooker marocaine.

## Carrière
Aux jeux africains de 2019, Yousra Matine obtient la médaille d'or du tournoi individuel féminin et la médaille d'argent en double mixte avec Amine Amiri.

## Palmarès
- Médaille d'or en individuel aux Jeux africains de 2019 à Casablanca
- Médaille d'argent en double mixte avec Amine Amiri aux Jeux africains de 2019 à Casablanca